# فيليب نويل بيكر
فيليب نوبل بيكر (Philip John Noel-Baker) هو سياسي بريطاني ورياضي ألعاب قوى هاو ولد في 1 نوفمبر 1889 وتوفي في 8 أكتوبر 1982.
ولد فيليب لأب كندي استقر في انجاترا وأدار فيها عدة أعمال. درس فيليب في جامهة كامبردج وكان طالبا متميزا وترأس مجتمع اتحاد كامبردج (Cambridge Union Society). تم اختياره ليمثل بريطانيا في ألعاب ستكهولم 1912. في سنة 1920 في ألعاب أنتويرب تحصل على ميدالية فضية في سباق 1500 متر. خلال الحرب العالمية الأولى تطوع كإسعافي على الجبهة الفرنسية.
بعد انتهاء الحرب ساهم في إنشاء عصبة الأمم. درس القانون الدولي بين 1924 و 1929 في جامعة لندن كما عمل محاضر في جامعة ييل بين 1933 و 1934. انتخب كنائب عن حزب العمال سنة 1929 عن مدينة كوفنتري. عمل مختصا في نزع الأسلحة.
حاز سنة 1959 على جائزة نوبل للسلام لمكافئته على أعماله من أجل السلام.

## الحياة السياسية
شارك نويل بيكر إلى حد بعيد في تشكيل عصبة الأمم بعد الحرب العالمية الأولى، وعمل مساعدًا للورد روبرت سيسيل، ثم مساعدًا للسير إريك دراموند، أول أمين عام للعصبة. أصبح أول أستاذ للعلاقات الدولية للسير إرنست كاسيل بجامعة لندن منذ عام 1924 وحتى عام 1929، ومحاضرًا بجامعة ييل منذ عام 1933 وحتى عام 1934. بدأت مسيرته السياسية مع حزب العمال عام 1924 عندما ترشح للبرلمان في المقعد الآمن المحافظ في برمنغهام هاندسورث ولم يوفق. انتُخب عضوًا في كوفنتري عام 1929، وشغل منصب السكرتير البرلماني الخاص لوزير الخارجية آرثر هندرسون.
خسر نويل بيكر مقعده في عام 1931، لكنه ظل مساعد هندرسون بينما كان هندرسون رئيسًا لمؤتمر نزع السلاح العالمي في جنيف ما بين عامي 1932 و1933. ترشح للبرلمان مرة أخرى في كوفنتري في عام 1935، ولم يُوفّق، لكنه فاز في انتخابات داربي الفرعية في يوليو عام 1936 بعد استقالة عضو داربي في البرلمان جيمس توماس. عندما انقسمت تلك الدائرة في عام 1950، انتقل إلى داربي الجنوبية.
أصبح نويل بيكر عضوًا في اللجنة التنفيذية الوطنية لحزب العمال في عام 1937. تحدث نويل بيكر في 21 يونيو عام 1938، بصفته عضو البرلمان عن داربي، في الفترة التي سبقت الحرب العالمية الثانية، في مجلس العموم ضد القصف الجوي للمدن الألمانية على أسس أخلاقية. «الطريقة الوحيدة لمنع الأعمال الوحشية من الجو هي إلغاء الحرب الجوية والقوات الجوية الوطنية تمامًا».
كان سكرتيرًا برلمانيًا في وزارة النقل الحربية منذ فبراير عام 1942 في الحكومة الائتلافية خلال الحرب العالمية الثانية، وخدم بمنصب وزير الدولة للشؤون الخارجية بعد أن تولى حزب العمال السلطة بعد الانتخابات العامة عام 1945، ولكن كانت علاقته سيئة مع وزير الخارجية، إرنست بيفن. انتقل نويل بيكر إلى منصب وزير الدولة لشؤون الطيران في أكتوبر عام 1946، ثم أصبح وزير الخارجية لعلاقات الكومنولث في عام 1947، وانضم إلى مجلس الوزراء.
كان نويل بيكر الوزير المسؤول عن تنظيم دورة الألعاب الأولمبية لعام 1948 في لندن. انتقل إلى وزارة الوقود والطاقة في عام 1950. في منتصف الأربعينيات من القرن العشرين، عمل نويل بيكر في الوفد البريطاني إلى أن أصبح في الأمم المتحدة، وساعد في صياغة ميثاقها والقواعد الأخرى للعمل بصفته مندوبًا بريطانيًا. شغل منصب رئيس حزب العمل عامي 1946 و1947، لكنه خسر مكانه في اللجنة التنفيذية الوطنية في عام 1948، إذ حل محله مايكل فوت. كان معارضًا لسياسات بيفانيت اليسارية في خمسينيات القرن العشرين، ومؤيدًا لنزع السلاح النووي متعدد الأطراف، بدلًا من سياسة نزع السلاح أحادي الجانب، وحصل على جائزة نوبل للسلام في عام 1959. شارك في تأسيس الحملة العالمية لنزع السلاح مع فينر بروكواي في عام 1979، وعمل رئيسًا مشاركًا حتى وفاته، وكان مؤيدًا نشطًا لنزع السلاح في ثمانينيات القرن العشرين.
ترشح نويل بيكر بصفته نائبًا عن داربي الجنوبية في الانتخابات العامة التي جرت في عام 1970، والتي خلفه فيها والتر جونسون. أُعلن عن منحه لقب النبالة مدى الحياة في عام 1977  في اليوبيل الفضي وتكريمات أعياد الميلاد، ورُقي إلى رتبة نبيل في 22 يوليو عام 1977، بصفته البارون نويل بيكر، من مدينة داربي، بعد أن رفض تعيينه في وسام رفقاء الشرف في عام 1965 ضمن تكريمات السنة الجديدة. كان رئيس المجلس الدولي لعلوم الرياضة والتربية البدنية منذ عام 1960 وحتى عام 1976.

## روابط خارجية
- فيليب نويل بيكر على موقع الموسوعة البريطانية (الإنجليزية)
- فيليب نويل بيكر على موقع مونزينجر (الألمانية)
- فيليب نويل بيكر على موقع إن إن دي بي (الإنجليزية)
- فيليب نويل بيكر على موقع الاتحاد الدولي لألعاب القوى (الإنجليزية)
- فيليب نويل بيكر على موقع اللجنة الأولمبية الدولية (الإنجليزية)
- فيليب نويل بيكر على موقع أوليمبيديا (الإنجليزية)
- فيليب نويل بيكر على موقع اللجنة الأولمبية البريطانية (الإنجليزية)